# Koptische Sankt-Markus-Kathedrale Alexandria

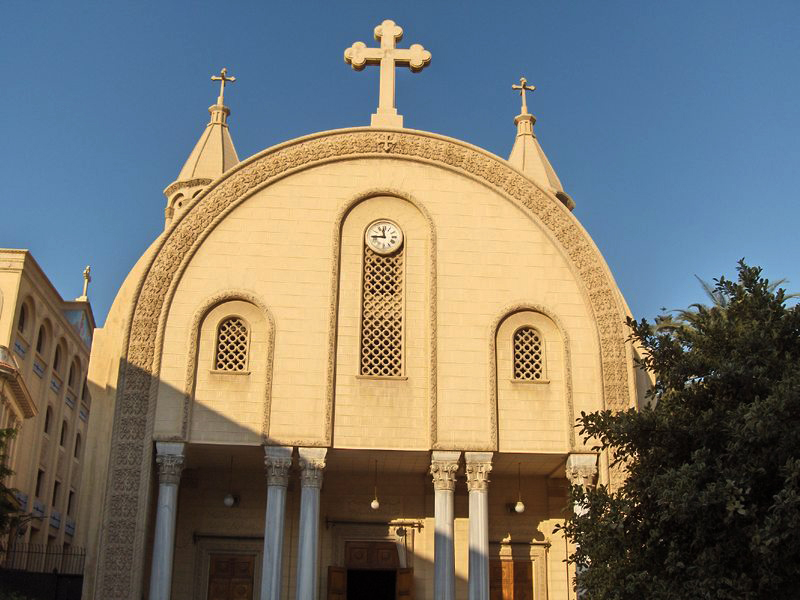
Koptische St.-Markus-Kathedrale, Portal

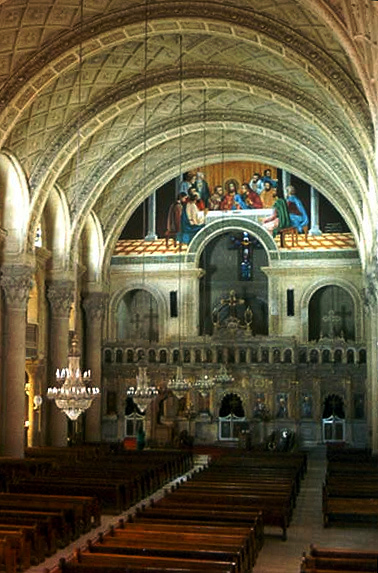
Koptische St.-Markus-Kathedrale, Innerraum

Die koptische Sankt-Markus-Kathedrale in der ägyptischen Stadt Alexandria ist der Sitz des
koptischen orthodoxen Papstes von Alexandria, des Oberhauptes der koptischen Kirche.

## Frühe Geschichte
Die Kathedrale soll im Jahr 60 vom Evangelisten Markus gegründet worden sein.
Der Verfasser des Markus-Evangeliums wurde nach früher christlicher Tradition mit Alexandria in Verbindung gebracht. Koptische Christen glauben, dass er um das Jahr 60 in Alexandria ankam und etwa sieben Jahre blieb. Während dieser Zeit soll Markus demnach viele zum Christentum bekehrt und einige Wunder vollbracht haben. Man hält ihn für den Gründer der Kirche von Alexandria und den ersten  Patriarchen von Alexandrien. Der Überlieferung zufolge wurde Markus im Jahr 68 während der Serapis-Feierlichkeiten verhaftet, gefoltert und durch die Straßen geschleift. Er soll unter der Kirche begraben worden sein.

## Leichnam des heiligen Markus
828 wurde der Leichnam des Markus aus der Kirche in Alexandria durch Venezianer gestohlen und im dafür errichteten Markusdom in Venedig neu bestattet. Der Kopf des Heiligen blieb in Alexandria, und jeder neu ernannte Patriarch von Alexandria begann seinen ersten Gottesdienst, indem er den Kopf des heiligen Markus in seinem Schoß hielt und ihn mit einem neuen Tuch verhüllte.
Das Haupt ist seit mehr als 250 Jahren verloren. 1968, während des Patriarchats von Kirellos VI., kehrten jedoch einige Markusreliquien aus Rom nach Alexandria zurück.
Die gegenwärtige koptische St.-Markus-Kathedrale ist jüngeren Datums, sie soll aber auf dem Grund der von Markus gegründeten Kirche stehen.

## Geschichte der Kathedrale
311 hielt Petros I. vor seinem Martyrium ein letztes Gebet am Grab des heiligen Markus; die Kirche war zu jener Zeit eine kleine Kapelle an der Ostküste. Achillas von Alexandria vergrößerte die Kirche 312. Beim Einzug der Araber in Ägypten 641 wurde die Kirche zerstört. Der 40. Patriarch, Yoannis III. von Alexandria, baute die Kirche wieder auf.
In der Zeit der Kreuzzüge wurde die Kirche 1219 zerstört und später wieder aufgebaut. Der Reisende Pierre Belon erwähnt die Kirche 1547. Im Juli 1798, während der Ägyptischen Expedition der Franzosen, wurde die Kirche niedergelegt. Petros VII. von Alexandria baute die Kirche 1819 bereits zum dritten Mal auf. Zur Zeit des Papstes Dimitrios II., wurde die Kirche unter der Oberaufsicht des Bischofs Markus von El Behira restauriert. In den Jahren 1950 bis 1952, in der Zeit des Papstes Yusab II., wurde die Kirche wegen Baufälligkeit niedergelegt und durch ein größeres Gebäude mit Zement-Verstärkungen ersetzt. Sechs marmorne Säulen wurden in den äußeren Eingang versetzt. Die Ikonostase wurde sorgfältig in Teile zerlegt und an der originalen Stelle wieder zusammengesetzt. Die beiden Glockentürme wurden nicht abgerissen, sondern ebenfalls mit Beton verstärkt und mit koptischen Verzierungen versehen. Zwei neue Glocken aus Italien wurden aufgehängt, eine für jeden Turm. Die Kirche wurde von 1985 bis 1990 auf der Westseite im früheren Stil sorgfältig erweitert. Die beiden Türme blieben an ihrer Stelle, der gesamte Kirchenraum verdoppelte sich. Die sechs Säulen wurden zum neuen Westeingang versetzt. Die Oberaufsicht hatte Patriarch Schenuda III.
Am Palmsonntag 2017 kam es während des Gottesdienstes zu einem Selbstmordanschlag mit mehreren Toten und Verletzten.